# Meguro (motorfiets)

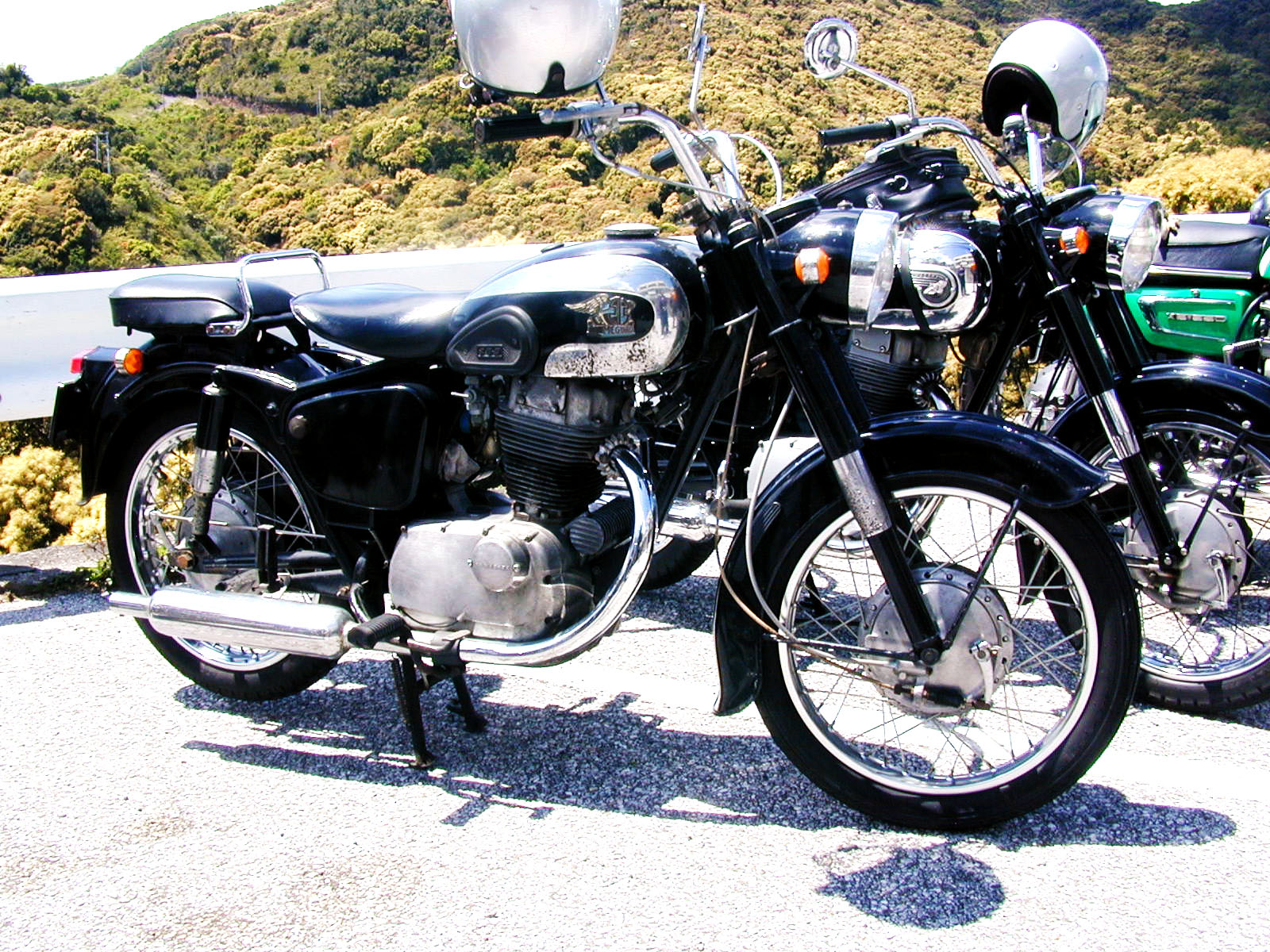
Meguro motorfiets

Meguro is een historisch Japans motorfietsmerk.
Meguro: Meguro Mfg. Co. Ltd., Osaki-Honcho, Shinagawaku, Tokyo (1937-1964).
Japans merk dat zich vooral bezighield met het kopiëren van Zwitserse en Britse motorfietsen. Het betrof kopkleppers van 174- tot 498 cc met eigen motoren. Aanvankelijk kopieerde men de motor van de Motosacoche Jubilée 1931 498 cc kopklepmotor (Meguro Z 97). Op het laatst voerde Meguro een 498 cc paralleltwin die was afgeleid van de BSA A7 (Meguro K 1). 
Het merk werd in 1964 overgenomen door Kawasaki. De eerste Kawasaki paralleltwin viertakt was een tot 624 cc opgeboorde K 1, die Kawasaki W 1 werd gedoopt. Deze serie loopt vandaag nog met motoren als de W650 (tot 2007) en 
de recente W800 (in de wereld de enige moderne motor in productie met een koningsas).